# Kierownica samochodu

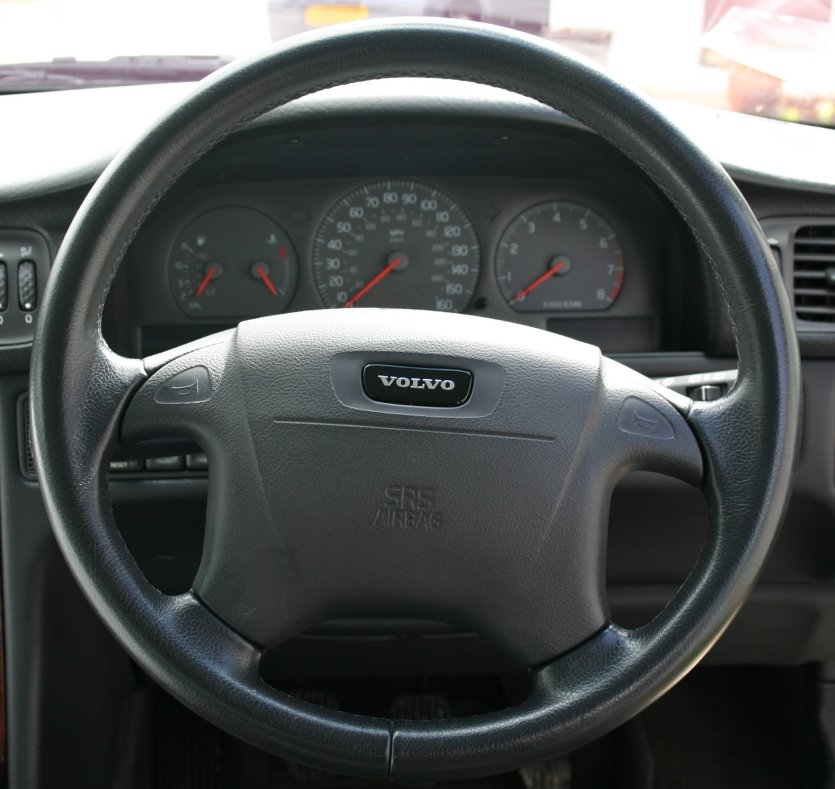
Kierownica samochodu Volvo V70

Kierownica samochodu – okrągły element służący do zmiany kierunku jazdy samochodu.
Kierownica znajduje się bezpośrednio przed kierowcą. Kierownica może być jedno-, dwu-, trzy- lub czteroramienna. Trzyramienna najczęściej uznawana jest za sportową. Oprócz tego kierownica może być pokryta różnymi materiałami np. skórą czy drewnem. Wielofunkcyjna kierownica pozwala kierowcy np. na korzystanie z radia bez odrywania rąk od kierownicy. W krajach, w których jeździ się po prawej stronie drogi, umieszcza się kierownicę po lewej stronie, a w krajach, w których jeździ się po lewej stronie, umieszcza się kierownicę po prawej stronie.